# Augusta Brunšvicko-Wolfenbüttelská
Princezna Augusta Karolina Frederika Luisa Brunšvicko-Wolfenbüttelská (německy Auguste Karoline Friederike Luise von Braunschweig-Wolfenbüttel) (3. prosince 1764, Braunschweig – 27. září 1788, Koluvere, Estonsko) byla rodem německá princezna z Hannoverské dynastie a sňatkem princezna württemberská.

## Biografie

### Původ, mládí
Narodila se jako starší dcera v rodině Karla Viléma Ferdinanda Brunšvicko-Wolfenbüttelského a jeho manželky, britské princezny Augusty Frederiky, dcery waleského prince Frederika Ludvíka a Augusty Sasko-Gothajské. Jako taková byla sestřenicí britského krále Jiřího III.

### Manželství
1. října roku 1780 se v Brunšviku provdala za württemberského prince a posléze krále Fridricha, staršího syna vévody Fridricha Evžena a jeho manželky princezny Bedřišky Doroty Žofie Braniborské-Schwedtské.
Vztahy mezi manželi byly od samého počátku nevalné. Fridrich byl o deset let starší než jeho šestnáctiletá, ještě nedospělá žena a intelektuálně ji značně převyšoval, na druhé straně byl sebevědomý a neústupný až nesnášenlivý. Již roku 1781 Augusta Karolina, očekávající v té době prvního potomka, chtěla svého muže opustit, otec ji však od tohoto kroku odradil. Roku 1783 se rodina přestěhovala do Finska, jež v té době bylo součástí Ruského impéria, neboť ruská carevna Kateřina Veliká, která byla tchyní Fridrichovy sestry Sofie (manželka Kateřinina syna Pavla, pozdějšího cara Pavla I.; přijala ruské jméno Marie Fjodorovna), zde jmenovala Fridricha generálním guvernérem provincie. Augusta Karolina si získala náklonnost carevny, jež jí roku 1783 udělila Řád svaté Kateřiny. Čas trávila většinou v blízkosti dvora v domě, jenž jí carevna věnovala, a ve Vyborgu, kde sídlil její manžel, pobývala jen zřídka. V letech 1781-1785 přivedla na svět čtyři děti. Přesto, že manželé spolu pobývali málo, rozpory v rodině se ještě vyostřily a došlo i na násilí.
V prosinci roku 1786 se po divadelním představení Augusta Karolina obrátila o pomoc k carevně, která – jsouc obeznámena se situací – ji neprodleně přijala pod svou ochranu, informovala o tom württemberského vévodu a poslala Fridricha ze země; Marie Fjodorovna se postavila na bratrovu obranu, za což byla carevnou pokárána. Augustin otec opět nesouhlasil s rozvodem a carevna Kateřina Augustu přesunula do paláce Lohde v obci Koluvere (okres Kullamaa) v Estonsku, kde ji svěřila do péče šedesátiletého dvorního lovčího Wilhelma von Polmana (1727-1796). Polman zneužil této důvěry nejhorším způsobem: navázal s princeznou románek (neví se, zda byla k tomu přinucena, či to bylo z její vůle), který nezůstal bez následků. Augusta Karolina 27. září roku 1788 porodila či potratila nemanželské dítě; Pohlmann, který se bál carevniny reakce, kdyby její kompromitující těhotenství vyšlo najevo, nepřivolal k rodičce lékaře a princezna téhož dne skonala v důsledku poporodního vykrvácení. Augusta Karolina, jež zemřela ve svých třiadvaceti letech, byla pohřbena v kostele v Kullamaa.
Tři děti Augusty Karoliny pak vychovávala druhá manželka Fridricha Württemberského, britská princezna Šarlota Augusta, dcera krále Jiřího III.

### Potomci
Z manželství se přes všechny rozpory narodily čtyři děti:
- 1. Vilém Fridrich Karel (27. 9. 1781 Lubin –1864), 2. württemberský král od roku 1816 až do své smrti, společně s druhou manželkou pohřben ve württemberském mauzoleu poblíž Stuttgartu 
I. ⚭ 1808 Karolína Augusta Bavorská (8. 2. 1792 Mannheim – 9. 2. 1873 Vídeň), rodem bavorská princezna, rozvedli se roku 1814[1]
II. ⚭ 1816 Kateřina Pavlovna Ruská (10. 5. 1788 Carské Selo – 9. 1. 1819 Stuttgart), rodem ruská velkokněžna[2]
III. ⚭ 1820 Pavlína Württemberská (4. 8. 1800 Riga – 10. 3. 1873 Stuttgart)
- 2. Kateřina (21. 2. 1783 Petrohrad – 29. 11. 1835 Lausanne)[3]
⚭ 1807 Jérôme Bonaparte (15. 11.  1784 Ajaccio — 24. 6. 1860 zámek Villegnis), král vestfálský v letech 1807–1813[4]
- 3. Augusta Žofie Dorotea Marie (16. 12. 1783 Petrohrad – 3. 10. 1784 tamtéž)[5]
- 4. Pavel Karel Fridrich August (19. 1. 1785 Petrohrad – 16. 4. 1852 Paříž)[6]
⚭ 1805 Šarlota Sasko-Hildburghausenská (17. 6. 1787 Hildburghausen – 12. 12. 1847 Bamberk)[7]

## Řády
- Řád svaté Kateřiny 1. stupně (6. srpna 1783, udělen carevnou Kateřinou II.[8]

## Vývod z předků
|                                    |                                                  |  |         |                                          |  |  |  |  |  |  |  | Ferdinand Albert I. Brunšvicko-Wolfenbüttelský |
|                                    |                                                  |  |         |                                          |  |  |  |  |  |  |  |                                                |
|                                    | Ferdinand Albert II. Brunšvicko-Wolfenbüttelský  |  |         |                                          |  |  |  |  |  |  |  |                                                |
|                                    |                                                  |  |         |                                          |  |  |  |  |  |  |  |                                                |
|                                    |                                                  |  |         | Kristýna Hesensko-Eschwegská             |  |  |  |  |  |  |  |                                                |
|                                    |                                                  |  |         |                                          |  |  |  |  |  |  |  |                                                |
|                                    | Karel I. Brunšvicko-Lüneburský                   |  |         |                                          |  |  |  |  |  |  |  |                                                |
|                                    |                                                  |  |         |                                          |  |  |  |  |  |  |  |                                                |
|                                    |                                                  |  |         | Ludvík Rudolf Brunšvicko-Wolfenbüttelský |  |  |  |  |  |  |  |                                                |
|                                    |                                                  |  |         |                                          |  |  |  |  |  |  |  |                                                |
|                                    | Antonie Amálie Brunšvicko-Lüneburská             |  |         |                                          |  |  |  |  |  |  |  |                                                |
|                                    |                                                  |  |         |                                          |  |  |  |  |  |  |  |                                                |
|                                    |                                                  |  |         | Kristýna Luisa Öttingenská               |  |  |  |  |  |  |  |                                                |
|                                    |                                                  |  |         |                                          |  |  |  |  |  |  |  |                                                |
|                                    | Karel Vilém Ferdinand Brunšvicko-Wolfenbüttelský |  |         |                                          |  |  |  |  |  |  |  |                                                |
|                                    |                                                  |  |         |                                          |  |  |  |  |  |  |  |                                                |
|                                    |                                                  |  |         | Fridrich I. Pruský                       |  |  |  |  |  |  |  |                                                |
|                                    |                                                  |  |         |                                          |  |  |  |  |  |  |  |                                                |
|                                    | Fridrich Vilém I.                                |  |         |                                          |  |  |  |  |  |  |  |                                                |
|                                    |                                                  |  |         |                                          |  |  |  |  |  |  |  |                                                |
|                                    |                                                  |  |         | Žofie Šarlota Hannoverská                |  |  |  |  |  |  |  |                                                |
|                                    |                                                  |  |         |                                          |  |  |  |  |  |  |  |                                                |
|                                    | Filipína Šarlota Pruská                          |  |         |                                          |  |  |  |  |  |  |  |                                                |
|                                    |                                                  |  |         |                                          |  |  |  |  |  |  |  |                                                |
|                                    |                                                  |  |         | Jiří I.                                  |  |  |  |  |  |  |  |                                                |
|                                    |                                                  |  |         |                                          |  |  |  |  |  |  |  |                                                |
|                                    | Žofie Dorotea Hannoverská                        |  |         |                                          |  |  |  |  |  |  |  |                                                |
|                                    |                                                  |  |         |                                          |  |  |  |  |  |  |  |                                                |
|                                    |                                                  |  |         | Žofie Dorotea z Celle                    |  |  |  |  |  |  |  |                                                |
|                                    |                                                  |  |         |                                          |  |  |  |  |  |  |  |                                                |
| Augusta Brunšvicko-Wolfenbüttelská |                                                  |  |         |                                          |  |  |  |  |  |  |  |                                                |
|                                    |                                                  |  |         |                                          |  |  |  |  |  |  |  |                                                |
|                                    |                                                  |  | Jiří I. |                                          |  |  |  |  |  |  |  |                                                |
|                                    |                                                  |  |         |                                          |  |  |  |  |  |  |  |                                                |
|                                    | Jiří II.                                         |  |         |                                          |  |  |  |  |  |  |  |                                                |
|                                    |                                                  |  |         |                                          |  |  |  |  |  |  |  |                                                |
|                                    |                                                  |  |         | Žofie Dorotea z Celle                    |  |  |  |  |  |  |  |                                                |
|                                    |                                                  |  |         |                                          |  |  |  |  |  |  |  |                                                |
|                                    | Frederik Ludvík Hannoverský                      |  |         |                                          |  |  |  |  |  |  |  |                                                |
|                                    |                                                  |  |         |                                          |  |  |  |  |  |  |  |                                                |
|                                    |                                                  |  |         | Jan Fridrich Braniborsko-Ansbašský       |  |  |  |  |  |  |  |                                                |
|                                    |                                                  |  |         |                                          |  |  |  |  |  |  |  |                                                |
|                                    | Karolina z Ansbachu                              |  |         |                                          |  |  |  |  |  |  |  |                                                |
|                                    |                                                  |  |         |                                          |  |  |  |  |  |  |  |                                                |
|                                    |                                                  |  |         | Eleonora Sasko-Eisenašská                |  |  |  |  |  |  |  |                                                |
|                                    |                                                  |  |         |                                          |  |  |  |  |  |  |  |                                                |
|                                    | Augusta Frederika Hannoverská                    |  |         |                                          |  |  |  |  |  |  |  |                                                |
|                                    |                                                  |  |         |                                          |  |  |  |  |  |  |  |                                                |
|                                    |                                                  |  |         | Fridrich I. Sasko-Gothajsko-Altenburský  |  |  |  |  |  |  |  |                                                |
|                                    |                                                  |  |         |                                          |  |  |  |  |  |  |  |                                                |
|                                    | Fridrich II. Sasko-Gothajsko-Altenburský         |  |         |                                          |  |  |  |  |  |  |  |                                                |
|                                    |                                                  |  |         |                                          |  |  |  |  |  |  |  |                                                |
|                                    |                                                  |  |         | Magdaléna Sibyla Sasko-Weissenfelská     |  |  |  |  |  |  |  |                                                |
|                                    |                                                  |  |         |                                          |  |  |  |  |  |  |  |                                                |
|                                    | Augusta Sasko-Gothajská                          |  |         |                                          |  |  |  |  |  |  |  |                                                |
|                                    |                                                  |  |         |                                          |  |  |  |  |  |  |  |                                                |
|                                    |                                                  |  |         | Karel Anhaltsko-Zerbstský                |  |  |  |  |  |  |  |                                                |
|                                    |                                                  |  |         |                                          |  |  |  |  |  |  |  |                                                |
|                                    | Magdalena Augusta Anhaltsko-Zerbstská            |  |         |                                          |  |  |  |  |  |  |  |                                                |
|                                    |                                                  |  |         |                                          |  |  |  |  |  |  |  |                                                |
|                                    |                                                  |  |         | Žofie Sasko-Weissenfelská                |  |  |  |  |  |  |  |                                                |
|                                    |                                                  |  |         |                                          |  |  |  |  |  |  |  |                                                |